# Франц Каспар фон Щадион
Франц Каспар фон Щадион (на немски: Franz Caspar von Stadion; * 16 януари 1637 или 1644, Солотурн; † 13 февруари 1704) от стария благороднически род фон Щадион от Елзас, е княжески епископ на Лавант в Словения (1673 – 1704).

## Живот
Той е най-големият син (от 10 деца) на Йохан Кристоф фон Щадион (1610 – 1666/1662), амтман на епископа на Вюрцбург в Тримберг, и съпругата му Мария Агнес фон Ощайн (1610 – сл. 1632/сл. 1664), дъщеря на Йохан Георг фон Ощайн († 1635) и Агнес Фауст фон Щромберг. Майка му е племенница на Йохан Хайнрих фон Ощайн (1579 – 1646), княжески епископ на Базел (1628 – 1646). Брат е на граф Йохан Филип I фон Щадион (1652 – 1742), обер-дворцов майстер в Курфюрство Майнц, и Георг Хайнрих фон Щадион (1640 – 1716), който има служба в катедралния деканат във Вюрцбург. Чичо е на Франц Конрад фон Щадион и Танхаузен (1679 – 1757), княжески епископ на Бамберг (1753 – 1757).
Франц Каспар става домхер в Залцбург, Бамберг и Вюрцбург, а от 1673 г. е свещеник в Лавант. На 21 октомври 1673 г. е избран за епископ на Лавант и е помазан за епископ на 31 март 1674 г.
През 1686 г. той и братята му са издигнати на имперски фрайхер.
Франц Каспар построява голяма барокова църква (днес поклонническата църква „Мария Лорето“/„Черната Мадона“) между 1683 и 1687 г. в Каринтия. В нея той по-късно през 1719 г. е преместен и получава гробен паметник. Първо е погребан в катедралната църква. Разходите за пренасянето му поема брат му Йохан Филип.